# XYZ (Band)

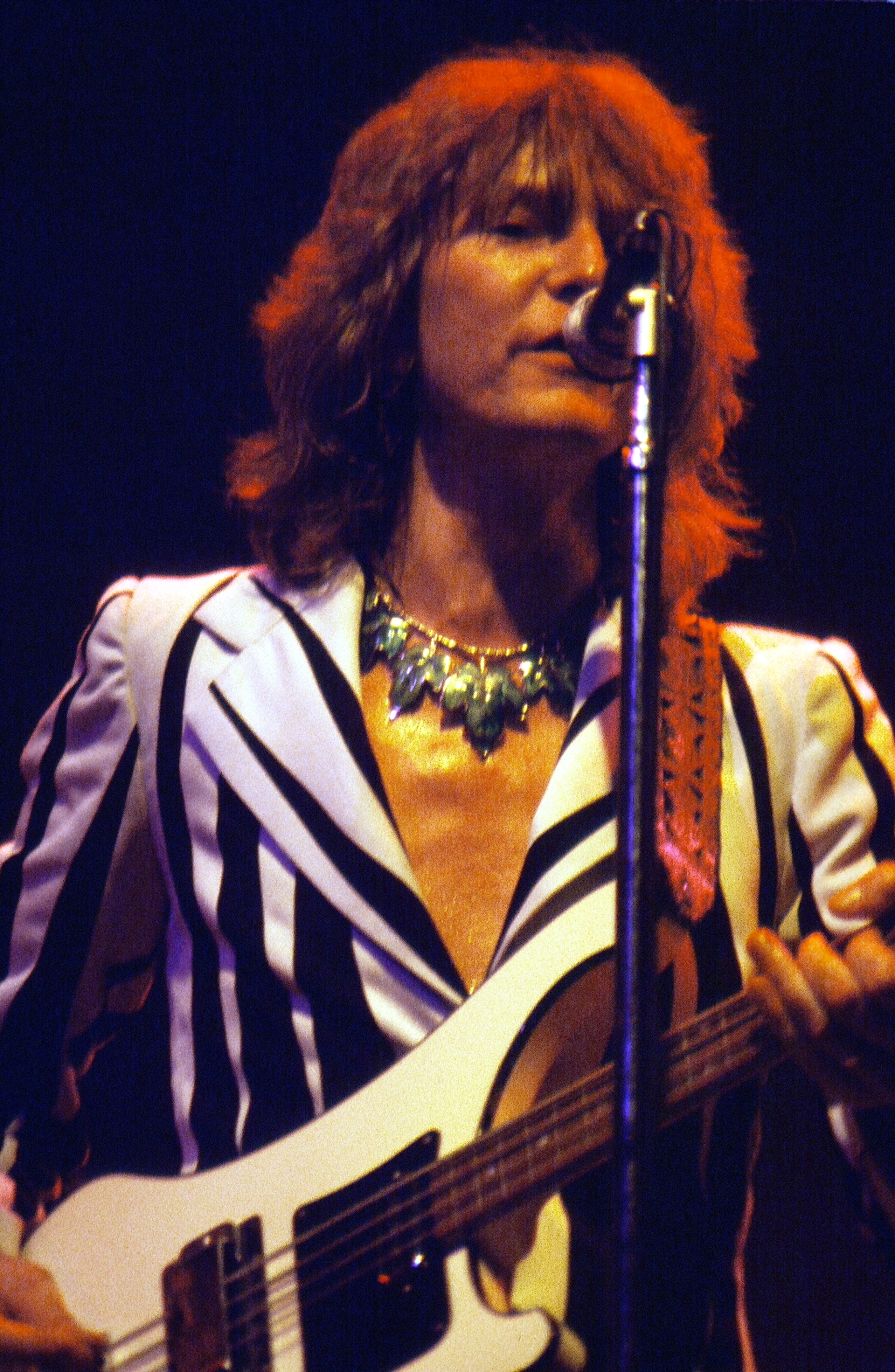
Chris Squire

XYZ war ein kurzlebiges Supergroup-Projekt der Yes-Musiker Chris Squire (Bass, Gesang, Keyboard) und Alan White (Schlagzeug), mit Ex-Led-Zeppelin-Gitarrist Jimmy Page. Die drei Buchstaben XYZ stehen für eX-Yes-&-Zeppelin.

## Geschichte
Chris Squire und Alan White waren nach dem Zerfall von Yes Ende 1980 zusammengeblieben. Sie versuchten, zu verschiedenen Kollegen Kontakte zu knüpfen, darunter der Gitarrist von Led Zeppelin, Jimmy Page, der nach der Auflösung von Led Zeppelin, ebenfalls im Jahr 1980, verschiedene Projekte in Angriff nahm. Man traf sich im April 1981 in Squires Studio in New Pipers, Virginia Water, Surrey und probierte einige Ideen aus, doch Robert Plant, der nach einiger Zeit dazustieß, weil Page der Meinung war, dass die neue Band einen starken Sänger brauchte, hielt das Material für zu wenig gefühlsbetont und entschloss sich nach nur einem Rehearsal, XYZ nicht beizutreten. Da auch persönliche Probleme Pages eine Rolle gespielt zu haben scheinen, fiel das kurzlebige Projekt schnell auseinander.
Seit Mitte der 1990er sind einige der XYZ-Ideen als Bootleg erschienen. Die Aufnahmen entstammen vermutlich den Demotapes, die 1987 aus Jimmy Pages Haus in Cookham, Berkshire gestohlen wurden. Sie enthalten vier Stücke: zwei Instrumentals (das erste wurde zu „Mind Drive“, einem Stück auf Yes’ „Keys to Ascension 2“ von 1997) umgearbeitet (ein ähnliches Rhythm Pattern war auch bei dem Schlagzeug-Duell von Alan White und Bill Bruford auf der „Union“-Tour von Yes zu hören), das Riff des zweiten wurde später in „Fortune Hunter“, einem Song von The Firm, wiederverwendet, dazu zwei Gesangsstücke namens „Telephone Secrets“ (oder „Telephone Spies“) und „And (Do) You Believe It“ (oder „Can You See“). Ersteres geht noch auf die Squire/White/Howe-Sessions für das 1980er-Yes-Album „Drama“ zurück. Auf Yes-Bootlegs häufig als „Untitled II“ bezeichnet, wurde es auf der Expanded Edition von „Drama“ (erschienen bei Rhino) als „Song No. 4 (Satellite)“ offiziell veröffentlicht, in dieser Form noch ohne Gesang. Steve Howe (Gitarre), der auf der Aufnahme zu hören ist, wurde aus unbekannten Gründen stark in den Hintergrund gemischt und ist kaum hörbar. Letzteres wurde unter dem Titel „Can You Imagine“ auf dem 2001er Yes-Album „Magnification“ veröffentlicht.
Squire and White nahmen danach eine Single namens „Run With the Fox“ auf, die ebenfalls auf einer XYZ-Melodie beruht (Dezember 1981) und formierten dann mit dem Gitarristen Trevor Rabin und dem ehemaligen Yes-Keyboarder Tony Kaye die Band Cinema, die auf Betreiben von Jon Anderson, der einige Zeit darauf dazustieß, in „Yes“ umbenannt wurde. Dieses Lineup veröffentlichte daraufhin das Album „90125“ (1983). Jimmy Page schrieb nach XYZ den Soundtrack für den Michael-Winner-Film „Der Mann ohne Gnade“(1982) und arbeitete darauf wieder mit Robert Plant zusammen, diesmal unter dem Namen The Honeydrippers, eine Formation, die 1984 ein Album mit dem Titel 'Volume One' herausbrachte.
Yes und Jimmy Page kamen nach XYZ noch einmal zusammen, Page spielte am Ende ihres Konzertes in der Dortmunder Westfalenhalle am 24. Juni 1984 mit der Band den Beatles-Klassiker I'm Down. An diesem Abend wurden auch einige Aufnahmen für die Live-Mini-LP 9012Live: The Solos gemacht. Page ist auf diesem Album jedoch nicht zu hören.

## Songs
Im Folgenden werden nur diejenigen Songs aufgelistet, die nachweislich im Rahmen der XYZ-Sessions gespielt wurden.
- Instrumental #1 (4:49)

(ähnliches Rhythm-Pattern im Schlagzeugduett von Bill Bruford und Alan White („Union“-Tour, 1991–1992), „Mind Drive“ von „Keys to Ascension 2“ (1997))
- Instrumental #2 (4:01)

(später als „Fortune Hunter“, The Firm)
- „And (Do) You Believe It?“ (4:42)

(auch als „Can you see“ und „Unknown Song #1“, später als „Can You Imagine“ dem Yes-Album „Magnification“ (2001))
- „Telephone Secrets“ (7:36)

(auch als „Telephone Spies“, „Unknown Song #2“ oder, zu „Drama“-Zeiten als „Untitled II“ bzw. „Song No. 4 (Satellite)“. Der Song wurde auch im Rahmen der „Cinema Sessions“ gespielt, landete aber nicht auf „90125“.)

## Besetzung
- Jimmy Page – Gitarre
- Chris Squire – E-Bass, Keyboard, Gesang
- Alan White – Schlagzeug
- (Robert Plant – Gesang)